# 春州
春州（しゅんしゅう）は、中国にかつて存在した州。唐代から北宋にかけて、現在の広東省陽江市一帯に設置された。

## 概要
621年（武徳4年）、唐が蕭銑を滅ぼすと、隋の高涼郡陽春県の地に春州が立てられた。742年（天宝元年）、春州は南陵郡と改称された。758年（乾元元年）、南陵郡は春州の称にもどされた。春州は嶺南道に属し、陽春・羅水の2県を管轄した。
972年（開宝5年）、北宋により春州は廃止され、管轄県は恩州に編入された。973年（開宝6年）、再び春州が置かれた。1073年（熙寧6年）、春州は廃止され、管轄県は南恩州に編入された。